# Landkreis Weimar
| Basisdaten                                            | Basisdaten     |
| ----------------------------------------------------- | -------------- |
| Bestandszeitraum                                      | 1922–1952      |
| Verwaltungssitz                                       | Weimar         |
| Einwohner                                             | 107.819 (1939) |
| Gemeinden                                             | 207 (1939)     |
|                                                       |                |
| Lage des Landkreises Weimar in Thüringen im Jahr 1922 |                |

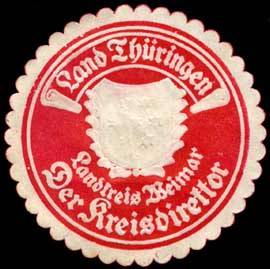
Siegelmarke Land Thüringen – Der Kreisdirektor Landkreis Weimar

Der Landkreis Weimar war von 1922 bis 1952 ein Landkreis in Thüringen. Der Kreissitz befand sich in Weimar. Das ehemalige Kreisgebiet gehört heute größtenteils zu den Landkreisen Weimarer Land und Sömmerda in Thüringen. Von 1850 bis 1922 hatte bereits in Sachsen-Weimar-Eisenach der Verwaltungsbezirk Weimar existiert, der auch als I. Verwaltungsbezirk bezeichnet wurde.

## Geschichte

### Sachsen-Weimar-Eisenach
Das Großherzogtum Sachsen-Weimar-Eisenach wurde 1850 in fünf Verwaltungsbezirke gegliedert, die hinsichtlich ihrer Größe mit Landkreisen vergleichbar waren. Der Verwaltungsbezirk Weimar, auch als I. Verwaltungsbezirk bezeichnet, umfasste den westlichen Teil des Weimarer Kreises im Großherzogtum. Zum Verwaltungsbezirk gehörte auch die Exklave Ilmenau.
Der Verwaltungsbezirk Weimar umfasste im Jahre 1910 eine Fläche von 972 km² und hatte 111.694 Einwohner.

### Land Thüringen
1918 wurde aus dem Großherzogtum Sachsen-Weimar-Eisenach der Freistaat Sachsen-Weimar-Eisenach, der wiederum am 1. Mai 1920 im Land Thüringen aufging. Bei einer umfassenden Gebietsreform gab der Verwaltungsbezirk Weimar 1922 Gemeinden an die Stadt Weimar sowie die Landkreise Arnstadt, Jena-Roda und Rudolstadt ab. Es wurde ein neuer Landkreis Weimar aus den folgenden Bestandteilen gebildet:
- dem verbleibenden Kerngebiet des Verwaltungsbezirks Weimar
- einem großen Teil des aufgelösten Verwaltungsbezirks Apolda einschließlich der Exklave Allstedt (bis 1920 ebenfalls Sachsen-Weimar-Eisenach)
- den Gemeinden Keßlar und Meckfeld aus dem aufgelösten Landratsamt Roda (bis 1920 Sachsen-Altenburg)
- den Gemeinden Barchfeld an der Ilm, Kranichfeld, Riechheim, Stedten, Treppendorf und Unterneusulza aus dem Landkreis Saalfeld  (bis 1920 Sachsen-Meiningen) sowie
- der Gemeinde Werningshausen aus dem aufgelösten Landratsamt Gotha (bis 1920 Sachsen-Coburg und Gotha).

Die Städte Weimar und Apolda wurden kreisfrei und gehörten dem neuen Landkreis Weimar nicht an. Am 1. April 1925 wechselte die Gemeinde Lachstedt in die Kreisabteilung Camburg.

### SBZ und DDR
Nach dem Zweiten Weltkrieg wurde die Exklave Allstedt am 1. Oktober 1945 aus dem Landkreis Weimar in den Landkreis Sangerhausen in der Provinz Sachsen umgegliedert. Bei der ersten Kreisreform in der DDR gab der Landkreis am 1. Juli 1950 die Gemeinde Riechheim an den Landkreis Arnstadt, die Gemeinde Göttern an den Landkreis Jena sowie die Gemeinden Haufeld, Neckeroda und Treppendorf an den Landkreis Rudolstadt ab. Außerdem wurden 37 Gemeinden aus dem Westen des Landkreises an den Landkreis Erfurt abgegeben.
Bei der Gebietsreform von 1952 in der DDR wurde das Land Thüringen aufgelöst. Der Landkreis Weimar gab dabei große Gebietsteile an die neuen Kreise Apolda und Sömmerda ab. Der verbleibende Kern des Kreisgebiets bestand als Kreis Weimar-Land fort. Die Kreise Apolda, Sömmerda, und Weimar-Land wurden alle dem neuen Bezirk Erfurt zugeordnet.

## Einwohnerentwicklung
|           | Verwaltungsbezirk Weimar | Verwaltungsbezirk Weimar | Verwaltungsbezirk Weimar | Landkreis Weimar | Landkreis Weimar | Landkreis Weimar | Landkreis Weimar |
| Jahr      | 1880                     | 1900                     | 1910                     | 1925             | 1933             | 1939             | 1946             |
| Einwohner | 83.598                   | 101.274                  | 111.694                  | 102.802          | 103.265          | 107.819          | 141.262          |

Die Einwohnerzahlen der Gemeinden mit mehr als 2.000 Einwohnern (Stand 1939):
| Gemeinde     | Einwohner |
| ------------ | --------- |
| Allstedt     | 3.104     |
| Bad Berka    | 3.008     |
| Buttstädt    | 3.534     |
| Kranichfeld  | 2.761     |
| Rastenberg   | 2.103     |
| Stotternheim | 2.771     |
| Bad Sulza    | 4.163     |

## Städte und Gemeinden
Im Jahre 1939 umfasste der Landkreis Weimar elf Städte und 196 weitere Gemeinden:
| - Allstedt, Stadt - Alperstedt - Altdörnfeld - Azmannsdorf - Bad Berka, Stadt - Bad Sulza, Stadt - Ballstedt - Barchfeld - Bechstedtstraß - Bergern - Berlstedt - Blankenhain, Stadt - Buchfart - Buttelstedt, Stadt - Buttstädt, Stadt - Daasdorf a. Berge - Daasdorf b. Buttelstedt - Darnstedt - Denstedt - Dielsdorf - Eberstedt - Eckstedt - Eichelborn - Einsdorf - Einzingen - Ellersleben - Eßleben - Ettersburg - Flurstedt - Frankendorf - Gaberndorf - Gebstedt - Gelmeroda - Goldbach - Göttern - Großbrembach - Großheringen - Großkromsdorf - Großlohma - Großmölsen - Großneuhausen - Großobringen - Großromstedt - Großrudestedt - Gutendorf - Guthmannshausen - Haindorf - Hammerstedt - Hardisleben - Haßleben - Haufeld - Hayn | - Heichelheim - Hermstedt - Herressen - Hetschburg - Heygendorf - Hochdorf - Hochstedt - Hohenfelden - Hopfgarten - Hottelstedt - Isseroda - Kalbsrieth - Kapellendorf - Kerspleben - Keßlar - Kiliansroda - Kleinbrembach - Kleinkromsdorf - Kleinlohma - Kleinmölsen - Kleinneuhausen - Kleinobringen - Kleinromstedt - Kleinrudestedt - Klettbach - Ködderitzsch - Kösnitz - Krakendorf - Kranichborn - Kranichfeld, Stadt - Krautheim - Landgrafroda - Legefeld - Lehnstedt - Lengefeld - Leutenthal - Liebstedt - Linderbach - Loßnitz - Lotschen - Magdala, Stadt - Maina - Mannstedt - Markvippach - Mattstedt - Mechelroda - Meckfeld b. Bad Berka - Meckfeld b. Blankenheim - Mellingen - Mittelhausen b. Allstedt - Mittelhausen b. Weimar - Mönchenholzhausen | - Mönchpfiffel - Nauendorf - Neckeroda - Nermsdorf - Neumark, Stadt - Neustedt - Niedergrunstedt - Niederreißen - Niederröblingen - Niederroßla - Niedersynderstedt - Niedertrebra - Niederzimmern - Nirmsdorf - Nöda - Nohra - Obergrunstedt - Oberndorf - Obernissa - Oberreißen - Oberroßla - Obersynderstedt - Obertrebra - Oettern - Olbersleben - Ollendorf - Orlishausen - Oßmannstedt - Ottmannshausen - Ottstedt am Berge - Ottstedt b. Magdala - Pfiffelbach - Pfuhlsborn - Possendorf - Ramsla - Rannstedt - Rastenberg, Stadt - Reisdorf - Rettwitz - Riechheim - Riethnordhausen - Rittersdorf - Rödigsdorf - Rohda - Rohrbach - Rottdorf - Rudersdorf - Saalborn - Sachsenhausen - Schellroda - Schloßvippach - Schoppendorf | - Schöten - Schwabsdorf - Schwansee - Schwarza - Schwerborn - Schwerstedt - Sohnstedt - Söllnitz - Sonnendorf - Sprötau - Stedten (Ilmtal) - Stedten am Ettersberg - Stobra - Stotternheim - Sulzbach - Süßenborn - Tannroda, Stadt - Taubach - Teutleben - Thalborn - Thangelstedt - Tiefengruben - Tonndorf - Töttleben - Treppendorf - Tröbsdorf - Troistedt - Tromlitz - Udestedt - Ulla - Ulrichshalben - Umpferstedt - Unterneusulza - Utenbach - Utzberg - Vieselbach - Vippachedelhausen - Vogelsberg - Vollersroda - Wallichen - Weiden - Werningshausen - Wersdorf - Wickerstedt - Wiegendorf - Willerstedt - Winkel - Wohlsborn - Wolferstedt - Wormstedt - Zottelstedt |

## Landräte
- 1922–193500Otto Röhrig
- 1935–194500Franz Hofmann (NSDAP)